# Joan W. Nowicke
Joan W. Nowicke (1938 - ) é uma botânica norte-americana, natural da cidade de St. Louis. Ela trabalhou 27 anos para o Instituto Smithsoniano, entre 1972 e 1999, no Departamento de Botânica. Nowicke é uma referência global como palinologista, principalmente devido à sua especialização em morfologia do pólen e sua relação com a sistemática, além do seu extenso trabalho na área de palinotaxonomia de Caryophyllales.